# Secrétaire d'État de l'Illinois
Le secrétaire d'État de l'Illinois ou Illinois Secretary of State est un des membres élus du gouvernement de l'Illinois et l'un des 47 secrétaires d'État parmi les États-Unis. Le secrétaire d'État de l'Illinois est responsable des archives publiques, des lois, des élections ou encore des permis de conduire au sein de l'État de l'Illinois.
Le secrétaire d'État actuel est le démocrate Alexi Giannoulias depuis le 9 janvier 2023.

## Pouvoirs
Le secrétaire d'État est le gardien des rapports officiels, des lois et du Grand Sceau de l'Illinois. Ces attributions sont restés inchangés depuis que l'Illinois est devenu un État américain en 1818. En plus, le secrétaire d'État exécute d'autres devoirs prescrits conformément à la loi. Selon son statut, le secrétaire d'État de l'Illinois est chargé de publier les permis de conduire aux véhicules à moteur inscrits dans l'Illinois. La mise en vigueur de ces responsabilité a fait le bureau du secrétaire d'État un bureau clé dans la mise en vigueur de lois contre la conduite sous l'influence. En plus, le secrétaire d'État est le bibliothécaire d'État de l'Illinois et le concierge du Capitole d'État d'Illinois. Le secrétaire d'État est aussi l'officier d'état civil de sociétés, de lobbyistes et de notaires.

## Police
La police du secrétaire d'État de l'Illinois est dans tout l'État, la police qui est responsable de réguler les entreprises impliquées dans de véhicules à moteur. Son but principal est de protéger les consommateurs contre la fraude. La police du secrétaire d'État enquête aussi sur le vol d'identité, maintient dans tout l'État des stations d'inspection de véhicule, enquête dans tout l'État sur les vols de véhicule, fournit le règlement des bus dans tout l'État, fait respecter la circulation et fournit l'application de la loi à tout l'équipement de secrétaire d'État.

## Organisation
Le bureau du secrétaire d'État occupe trois bâtiments du Capitole d'État de l'Illinois à Springfield. Le bâtiment Howlett est nommé d'après l'ancien secrétaire d'État durant les années 1973 à 1977, Michael Howlett. Les archives d'État sont logées dans Norton Building, au sud-ouest du Capitole. La bibliothèque d'État de l'Illinois se trouve dans la Brooks Library, à l'est du Capitole, et est appelée ainsi en hommage à la lauréate du prix Pulitzer en 1950, Gwendolyn Brooks.

## Titulaire du poste
Le secrétaire d'État, pour pouvoir accéder à la fonction, doit être un citoyen américain âgé d'au moins 25 ans et résident de l'Illinois depuis au moins les trois années précédant l'élection. 
Alexi Giannoulias, un démocrate, est actuellement le secrétaire d'État. 
L'ancien secrétaire d'État George H. Ryan, un républicain de Kankakee, qui a exercé la fonction de 1991 à 1999, avant d'être élu gouverneur de l'Illinois, s'est rendu responsable du plus grand scandale du département d'État de l'Illinois ; après qu'un accident important d'auto dans Wisconsin eut tué six enfants, les investigateurs ont découvert que les chauffeurs de camion en cause dans l'accident avait reçu leurs permis de conduire en échange d'un pot-de-vin. En conséquence Ryan n'a pas voulu pas solliciter sa réélection en 2002 et en 2006, il a été condamné pour fraude, en incluant l'utilisation de son autorité de secrétaire d'État pour mettre fin à l'enquête intérieure de son bureau après qu'il a découvert le projet.

## Sceau de l'État
La devise officielle de l'État de l'Illinois est « La Souveraineté d'État - l'Union nationale ». Le secrétaire d'État d'Illinois de l'époque, Sharon Tyndale, détestait le mot « souveraineté », qu'il a vue comme emblématique de la doctrine des droits d'État, ces troupes fédérales ayant lutté contre pendant la guerre civile américaine. En tant que gardien du Grand Sceau de l'Illinois, il l'a fait regraver pour que le mot « souveraineté » soit à l'envers. Cette modification qui date de 1867 continue toujours actuellement et peut être vu, parmi d'autres endroits, comme le principal artifice du drapeau de l'Illinois.

## Liste historique
1. 1818–1822 : Elias Kane
2. 1822–1823 : Samuel D. Lockwood
3. 1823–1824 : David Blackwell
4. 1824–1825 : Morris Birkbeck
5. 1825–1828 : George Forquer
6. 1829–1840 : Alexander P. Field
7. 1840–1841 : Stephen A. Douglas
8. 1841–1843 : Lyman Trumbull
9. 1843–1846 : Thompson Campbell
10. 1846–1850 : Horace S. Cooley
11. 1850–1853 : David L. Gregg
12. 1853–1857 : Alexander Starne
13. 1857–1865 : Ozias M. Hatch
14. 1865–1869 : Sharon Tyndale
15. 1869–1873 : Edward Rummell
16. 1873–1881 : George H. Harlow
17. 1881–1889 : Henry D. Dement
18. 1889–1893 : Isaac N. Pearson
19. 1893–1897 : William H. Hinrichsen
20. 1897–1912 : James A. Rose
21. 1912–1913 : Cornelius J. Doyle
22. 1913–1914 : Harry Woods
23. 1914–1917 : Lewis G. Stevenson
24. 1917–1929 : Louis L. Emmerson
25. 1929–1933 : William J. Stratton
26. 1933–1944 : Edward J. Hughes
27. 1944–1945 : Richard Yates Rowe
28. 1945–1953 : Edward J. Barrett
29. 1953–1964 : Charles F. Carpentier
30. 1964–1965 : William H. Chamberlain
31. 1965–1970 : Paul Powell
32. 1970–1973 : John W. Lewis
33. 1973–1977 : Michael Howlett
34. 1977–1981 : Alan Dixon
35. 1981–1991 : Jim Edgar
36. 1991–1999 : George Ryan
37. 1999–2023 : Jesse White
38. depuis 2023 : Alexi Giannoulias

## Élections

### Résultats

#### 1998

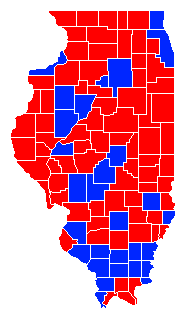
Élection de 1998 :
Comtés remportés par Jesse White
Comtés remportés par Al Salvi

| Candidat          | Parti       | Voix      | Proportion |
| ----------------- | ----------- | --------- | ---------- |
| Jesse White (élu) | démocrate   | 1 874 626 | 55,46 %    |
| Al Salvi          | républicain | 1 437 420 | 42,53 %    |
| Sandra Millatti   | libertarien | 67 696    | 2,00 %     |

#### 2002

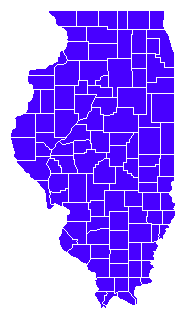
Élection de 2002 :
Comtés remportés par Jesse White

| Candidat               | Parti       | Voix      | Proportion |
| ---------------------- | ----------- | --------- | ---------- |
| Jesse White (réélu)    | démocrate   | 2 390 181 | 67,89 %    |
| Kristine O'Rourke Cohn | républicain | 1 051 672 | 29,87 %    |
| Matt Beauchamp         | libertarien | 78 830    | 2,24 %     |

#### 2006

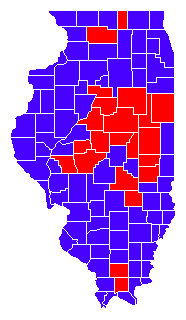
Élection de 2006 :
Comtés remportés par Jesse White
Comtés remportés par Dan Rutherford

| Candidat            | Parti       | Voix      | Proportion |
| ------------------- | ----------- | --------- | ---------- |
| Jesse White (réélu) | démocrate   | 2 204 762 | 62,82 %    |
| Dan Rutherford      | républicain | 1 159 363 | 33,03 %    |
| Karen Peterson      | libertarien | 145 724   | 4,15 %     |

## Sources
1. ↑  Élections de 1998
2. ↑  Élections de 2002
3. ↑  Élections de 2006